# Hôtel de Chaulnes
L'hôtel de Chaulnes (également connu comme hôtel Descures ou hôtel Nicolay-Goussainville) est un hôtel particulier situé sur la place des Vosges à Paris, en France.

## Localisation
L'hôtel est situé dans le 4e arrondissement de Paris, au 9 place des Vosges. Il se trouve sur le côté ouest de la place, entre les hôtels de Sully et Pierrard.

## Historique
L'hôtel appartient au début du XVIIe siècle au conseiller du roi Pierre Fougeu, sieur Descures, époux de Claude Touchet ; Louis XIII y loge lors des fêtes de l'inauguration de la place Royale. 
À la mort de Claude Touchet, en 1641, il passe à sa fille, épouse de Jean Godart ou Gaudart du Petit-Marais, conseiller au Parlement. En 1644, il est vendu à Honoré d'Albert d'Ailly, 1er duc de Chaulnes (1581-1649), maréchal de France, avant de se transmettre à son fils, Charles d'Albert d'Ailly, 3e duc de Chaulnes (1625-1698), qui fait bâtir l'aile droite, dans la cour de l'hôtel par Jules Hardouin-Mansart. 
Après la mort du 3e duc de Chaulnes, il est vendu en 1701 à Jean Aymar de Nicolaÿ, marquis de Goussainville, mort en 1737, auquel succède son fils, Aymar Jean de Nicolaÿ, colonel de dragons, puis premier président de la Chambre des comptes de Paris, et le fils de celui-ci, Aymar Charles de Nicolaÿ, aussi colonel de dragons, puis premier président de la Chambre des comptes de Paris, guillotiné en 1794.
Placé sous séquestre par les révolutionnaires, l'hôtel est restitué en 1795 à la famille de Nicolaÿ, qui le conserve jusqu'en 1822. Il est alors acheté par la famille Moreau, qui le conserve jusqu'en 1898 et le vend alors à M. Ricbourg. 
Au milieu du XIXe siècle, la tragédienne Rachel y habite au 1er étage. En janvier 1858, ses obsèques attirent une foule place des Vosges.
L'hôtel fut aussi habité par l'homme politique Eugène Bethmont et par l'historien de l'Art Anatole de Montaiglon.
Le 1er étage est actuellement le siège de l'Académie d'architecture.

### Protection
La façade et les toitures sur la place, ainsi que la galerie voûtée sont classées au titre des monuments historiques depuis 1954. Les autres façades et certaines décorations intérieures sont inscrites la même année. La plupart du premier étage est inscrit depuis 2022.